# BNXT League 2022-2023
La BNXT League 2022-2023 è stata la 2ª edizione della BNXT League, la combinazione dei principali campionati di pallacanestro di Belgio e dei Paesi Bassi.

## Squadre partecipanti
Il 20 giugno 2022 sono state annunciate le 20 partecipanti, rispetto alla stagione precedente solo gli The Hague Royals non ottenerro una licenza.

## Regular season

### Paesi Bassi
Aggiornata al 2 aprile 2022.
| Pos. | Squadra          | G  | V  | P  | PF   | PS   | Dif  | P.ti | SD  |                              |
| ---- | ---------------- | -- | -- | -- | ---- | ---- | ---- | ---- | --- | ---------------------------- |
| 1.   | Heroes Den Bosch | 18 | 18 | 0  | 1607 | 1177 | +430 | 36   |     | Qualificate all'Elite Gold   |
| 2.   | Leida            | 18 | 13 | 5  | 1411 | 1173 | +238 | 31   |     | Qualificate all'Elite Gold   |
| 3.   | Landst. Hammers  | 18 | 11 | 7  | 1477 | 1367 | +110 | 29   | +7  | Qualificate all'Elite Gold   |
| 4.   | Aris Leeuwarden  | 18 | 11 | 7  | 1457 | 1386 | +71  | 29   | -7  | Qualificate all'Elite Gold   |
| 5.   | Donar Groningen  | 18 | 10 | 8  | 1383 | 1269 | +114 | 28   | +4  | Qualificate all'Elite Gold   |
| 6.   | Yoast United     | 18 | 10 | 8  | 1475 | 1448 | +27  | 28   | -4  | Qualificate all'Elite Silver |
| 7.   | Feyenoord        | 18 | 8  | 10 | 1336 | 1335 | +1   | 26   |     | Qualificate all'Elite Silver |
| 8.   | Den Helder Suns  | 18 | 4  | 14 | 1264 | 1553 | −289 | 22   | 2-0 | Qualificate all'Elite Silver |
| 9.   | BAL              | 18 | 4  | 14 | 1222 | 1483 | −261 | 22   | 0-2 | Qualificate all'Elite Silver |
| 10.  | Apollo Amsterdam | 18 | 1  | 17 | 1126 | 1567 | −441 | 19   |     | Qualificate all'Elite Silver |

### Belgio
Aggiornata al 2 aprile 2022.
| Pos. | Squadra          | G  | V  | P  | PF   | PS   | Dif  | P.ti | SD  |                              |
| ---- | ---------------- | -- | -- | -- | ---- | ---- | ---- | ---- | --- | ---------------------------- |
| 1.   | Ostenda          | 18 | 14 | 4  | 1589 | 1385 | +204 | 32   |     | Qualificate all'Elite Gold   |
| 2.   | Anversa Giants   | 18 | 12 | 6  | 1431 | 1309 | +122 | 30   |     | Qualificate all'Elite Gold   |
| 3.   | Kang.s Mechelen  | 18 | 11 | 7  | 1504 | 1425 | +79  | 29   |     | Qualificate all'Elite Gold   |
| 4.   | Limburg United   | 18 | 10 | 8  | 1528 | 1473 | +55  | 28   | +7  | Qualificate all'Elite Gold   |
| 5.   | Spirou Charleroi | 18 | 10 | 8  | 1447 | 1363 | +84  | 28   | -7  | Qualificate all'Elite Gold   |
| 6.   | Lovanio Bears    | 18 | 8  | 10 | 1376 | 1379 | -3   | 26   | +10 | Qualificate all'Elite Silver |
| 7.   | Okapi Aalstar    | 18 | 8  | 10 | 1419 | 1457 | -38  | 26   | -10 | Qualificate all'Elite Silver |
| 8.   | Mons-Hainaut     | 18 | 7  | 11 | 1469 | 1539 | −70  | 25   |     | Qualificate all'Elite Silver |
| 9.   | Liegi            | 18 | 6  | 12 | 1379 | 1556 | −177 | 24   |     | Qualificate all'Elite Silver |
| 10.  | Brussels         | 18 | 4  | 14 | 1321 | 1577 | -256 | 23   |     | Qualificate all'Elite Silver |

## Seconda fase
Le squadre mantengono i punti degli scontri diretti con i club della propria nazione.

### Elite Gold
Aggiornata al 2 aprile 2022.
| Pos. | Squadra          | G  | V  | P  | PF   | PS   | Dif  | P.ti |                                      |
| ---- | ---------------- | -- | -- | -- | ---- | ---- | ---- | ---- | ------------------------------------ |
| 1.   | Anversa Giants   | 10 | 10 | 0  | 2194 | 1951 | +243 | 35   | Qualificate alle semifinali (BE)     |
| 2.   | Ostenda          | 10 | 8  | 2  | 2424 | 2055 | +369 | 34   | Qualificate alle semifinali (BE)     |
| 3.   | Kang.s Mechelen  | 10 | 8  | 2  | 2281 | 2145 | +136 | 33   | Qualificata ai quarti di finale (BE) |
| 4.   | Leida            | 10 | 5  | 5  | 2156 | 1919 | +237 | 31   | Qualificata alle semifinali (NL)     |
| 5.   | Heroes Den Bosch | 10 | 2  | 8  | 2319 | 1937 | +382 | 30   | Qualificata alle semifinali (NL)     |
| 6.   | Donar Groningen  | 10 | 6  | 4  | 2082 | 1950 | +132 | 30   | Qualificata ai quarti di finale (NL) |
| 7.   | Landst. Hammers  | 10 | 3  | 7  | 2115 | 2135 | -20  | 28   | Qualificata ai quarti di finale (NL) |
| 8.   | Limburg United   | 10 | 4  | 6  | 2305 | 2210 | +95  | 28   | Qualificata ai quarti di finale (BE) |
| 9.   | Spirou Charleroi | 10 | 4  | 6  | 2236 | 2193 | +43  | 28   | Qualificata ai quarti di finale (BE) |
| 10.  | Aris Leeuwarden  | 10 | 0  | 10 | 2211 | 2291 | -80  | 25   | Qualificate ai quarti di finale (NL) |

### Elite Silver
Aggiornata al 2 aprile 2022.
| Pos. | Squadra          | G  | V  | P | PF   | PS   | Dif  | P.ti |                                      |
| ---- | ---------------- | -- | -- | - | ---- | ---- | ---- | ---- | ------------------------------------ |
| 1.   | Lovanio Bears    | 10 | 10 | 0 | 2238 | 2034 | +204 | 33   | Qualificata ai quarti di finale (BE) |
| 2.   | Okapi Aalstar    | 10 | 9  | 1 | 2361 | 2237 | +124 | 32   | Qualificate ai playoff               |
| 3.   | Mons-Hainaut     | 10 | 8  | 2 | 2276 | 2268 | +8   | 31   | Qualificate ai playoff               |
| 4.   | Liegi            | 10 | 7  | 3 | 2231 | 2313 | -82  | 29   | Qualificate ai playoff               |
| 5.   | Yoast United     | 10 | 3  | 7 | 2276 | 2288 | -12  | 27   | Qualificata ai quarti di finale (NL) |
| 6.   | Brussels         | 10 | 5  | 5 | 2173 | 2431 | -258 | 26   | Qualificate ai playoff               |
| 7.   | Feyenoord        | 10 | 2  | 8 | 2107 | 2170 | -63  | 25   | Qualificate ai playoff               |
| 8.   | BAL              | 10 | 3  | 7 | 1954 | 2302 | -348 | 24   | Qualificate ai playoff               |
| 9.   | Den Helder Suns  | 10 | 2  | 8 | 2026 | 2462 | −436 | 23   | Qualificate ai playoff               |
| 10.  | Apollo Amsterdam | 10 | 1  | 9 | 1835 | 2479 | -644 | 20   | Qualificate ai playoff               |

## Campionato olandese
I quarti di finale sono disputate al meglio delle 3 gare con il format (1-1-1), mentre le semifinali e la finale vengono giocate alla meglio delle 5 gare con il format (1-1-1-1-1).

### Tabellone
|  | Quarti di finale | Quarti di finale | Quarti di finale |                 |   | Semifinali | Semifinali | Semifinali |  |  | Finale | Finale | Finale |  |
|  |                  |                  |                  |                 |   |            |            |            |  |  |        |        |        |  |
|  |                  |                  |                  |                 |   | 1          | Leida      | 3          |  |  |        |        |        |  |
|  |                  |                  |                  |                 |   | 1          | Leida      | 3          |  |  |        |        |        |  |
|  |                  |                  | 5                | Aris Leeuwarden | 0 |            |            |            |  |  |        |        |        |  |
|  | 4                | Landst. Hammers  | 5                | Aris Leeuwarden | 0 | 1          |            |            |  |  |        |        |        |  |
|  | 4                | Landst. Hammers  |                  |                 |   |            |            |            |  |  |        |        |        |  |
|  | 5                | Aris Leeuwarden  | 2                |                 |   |            |            |            |  |  |        |        |        |  |
|  | 5                | Aris Leeuwarden  | 2                |                 | 1 | Leida      | 3          |            |  |  |        |        |        |  |
|  |                  |                  |                  |                 |   |            |            |            |  |  |        |        |        |  |
|  |                  |                  | 3                | Donar Groningen | 2 |            |            |            |  |  |        |        |        |  |
|  |                  |                  |                  | Donar Groningen | 2 |            |            |            |  |  |        |        |        |  |
|  |                  |                  |                  |                 |   |            |            |            |  |  |        |        |        |  |
|  |                  |                  |                  |                 |   |            |            |            |  |  |        |        |        |  |
|  |                  | 2                | Heroes Den Bosch | 1               |   |            |            |            |  |  |        |        |        |  |
|  |                  |                  |                  | 1               |   |            |            |            |  |  |        |        |        |  |
|  |                  |                  | 3                | Donar Groningen | 3 |            |            |            |  |  |        |        |        |  |
|  | 3                | Donar Groningen  | 3                | Donar Groningen | 3 | 2          |            |            |  |  |        |        |        |  |
|  | 3                | Donar Groningen  |                  |                 |   |            |            |            |  |  |        |        |        |  |
|  | 6                | Yoast United     | 0                |                 |   |            |            |            |  |  |        |        |        |  |

### Verdetti
| FEB Eredivisie 2022-2023 |
| ------------------------ |
| Leida 5º titolo          |

- MVP:  Thomas Rutherford

### Squadra vincitrice
|    | Naz.                   | Ruolo | Sportivo            | Anno | Alt. | Peso |  |
| -- | ---------------------- | ----- | ------------------- | ---- | ---- | ---- |  |
| 0  | Stati Uniti (bandiera) | G     | David Collins       | 1998 | 193  |      |  |
| 2  | Paesi Bassi (bandiera) | P     | Maarten Bouwknecht  | 1994 | 187  |      |  |
| 3  | Stati Uniti (bandiera) | G     | Deion Hammond       | 1999 | 193  |      |  |
| 4  | Paesi Bassi (bandiera) | P     | Nazar Kanbier       | 2001 | 175  |      |  |
| 5  | Paesi Bassi (bandiera) | PG    | Marijn Ververs      | 1998 | 194  |      |  |
| 9  | Paesi Bassi (bandiera) | AP    | Stan van den Elzen  | 2000 | 198  |      |  |
| 10 | Paesi Bassi (bandiera) | AG    | Roeland Schaftenaar | 1988 | 210  | 109  |  |
| 11 | Paesi Bassi (bandiera) | A     | Duko Bos            | 2002 | 195  |      |  |
| 13 | Paesi Bassi (bandiera) | AG    | Luuk van Bree       | 1996 | 206  | 102  |  |
| 17 | Paesi Bassi (bandiera) | AC    | Lucas Kruithof      | 2000 | 201  |      |  |
| 21 | Lituania (bandiera)    | AC    | Erikas Venskus      | 2000 | 205  | 100  |  |
| 42 | Stati Uniti (bandiera) | C     | Thomas Rutherford   | 1997 | 203  | 109  |  |
|    | Germania (bandiera)    | ALL   | Doug Spradley       |      |      |      |  |

## Campionato belga
I quarti di finale sono disputate al meglio delle 3 gare con il format (1-1-1), mentre le semifinali e la finale vengono giocate alla meglio delle 5 gare con il format (1-1-1-1-1).

### Tabellone
|  | Quarti di finale | Quarti di finale | Quarti di finale |                 |                | Semifinali     | Semifinali     | Semifinali |  |  | Finale | Finale | Finale |  |
|  |                  |                  |                  |                 |                |                |                |            |  |  |        |        |        |  |
|  |                  |                  |                  |                 |                | 1              | Anversa Giants | 3          |  |  |        |        |        |  |
|  |                  |                  |                  |                 |                | 1              | Anversa Giants | 3          |  |  |        |        |        |  |
|  |                  |                  |                  | Limburg United  | 1              |                |                |            |  |  |        |        |        |  |
|  | 4                | Limburg United   | 2                | Limburg United  | 1              |                |                |            |  |  |        |        |        |  |
|  | 4                | Limburg United   | 2                |                 |                |                |                |            |  |  |        |        |        |  |
|  | 5                | Spirou Charleroi | 0                |                 |                |                |                |            |  |  |        |        |        |  |
|  | 5                | Spirou Charleroi | 0                |                 | Anversa Giants | Anversa Giants | 1              |            |  |  |        |        |        |  |
|  |                  |                  |                  |                 |                |                |                |            |  |  |        |        |        |  |
|  |                  |                  | Ostenda          | Ostenda         | 3              |                |                |            |  |  |        |        |        |  |
|  |                  |                  |                  | Ostenda         | 3              |                |                |            |  |  |        |        |        |  |
|  |                  |                  |                  |                 |                |                |                |            |  |  |        |        |        |  |
|  |                  |                  |                  |                 |                |                |                |            |  |  |        |        |        |  |
|  |                  | 2                | Ostenda          | 3               |                |                |                |            |  |  |        |        |        |  |
|  |                  |                  |                  | 3               |                |                |                |            |  |  |        |        |        |  |
|  |                  |                  |                  | Kang.s Mechelen | 2              |                |                |            |  |  |        |        |        |  |
|  | 3                | Kang.s Mechelen  | 2                | Kang.s Mechelen | 2              |                |                |            |  |  |        |        |        |  |
|  | 3                | Kang.s Mechelen  | 2                |                 |                |                |                |            |  |  |        |        |        |  |
|  | 6                | Lovanio Bears    | 1                |                 |                |                |                |            |  |  |        |        |        |  |

### Verdetti
| Pro Basketball League 2021-2022 |
| ------------------------------- |
| Ostenda 24º titolo              |

- MVP:  Vrenz Bleijenbergh

### Squadra vincitrice
|    | Naz.                   | Ruolo | Sportivo                     | Anno | Alt. | Peso |  |
| -- | ---------------------- | ----- | ---------------------------- | ---- | ---- | ---- |  |
| 4  | Belgio (bandiera)      | G     | Simon Buysse                 | 1997 | 194  | 84   |  |
| 5  | Stati Uniti (bandiera) | PG    | Breein Tyree                 | 1998 | 188  | 88   |  |
| 6  | Paesi Bassi (bandiera) | P     | Keye van der Vuurst de Vries | 2001 | 188  | 85   |  |
| 8  | Serbia (bandiera)      | C     | Nikola Jovanović             | 1994 | 211  | 107  |  |
| 9  | Belgio (bandiera)      | G     | Salim Kediambiko             | 2001 | 195  | 83   |  |
| 12 | Belgio (bandiera)      | A     | Vrenz Bleijenbergh           | 2000 | 208  | 95   |  |
| 13 | Stati Uniti (bandiera) | P     | Alex Barcello                | 1998 | 188  | 87   |  |
| 14 | Belgio (bandiera)      | AG    | Servaas Buysschaert          | 1999 | 204  | 100  |  |
| 15 | Stati Uniti (bandiera) | A     | Tre'Shawn Thurman            | 1995 | 201  | 102  |  |
| 16 | Belgio (bandiera)      | C     | Haris Bratanovic             | 2001 | 209  | 110  |  |
| 17 | Belgio (bandiera)      | AG    | Xander Pintelon              | 2003 | 208  | 81   |  |
| 20 | Serbia (bandiera)      | PG    | Dušan Đorđević               | 1983 | 195  | 96   |  |
| 30 | Belgio (bandiera)      | AG    | Pierre-Antoine Gillet        | 1991 | 206  | 105  |  |
| 89 | Belgio (bandiera)      | GA    | Olivier Troisfontaines       | 1989 | 196  | 86   |  |
| -  | Belgio (bandiera)      | P     | Matteo Verstraete            | 2003 | 194  | 82   |  |
|    | Belgio (bandiera)      | ALL   | Dario Gjergja                |      |      |      |  |

## Playoff
La squadra con la miglior posizione in classifica giuoca con il fattore campo, cioè la seconda gara in casa.

### Turno preliminare
| Squadra 1       | Totale  | Squadra 2            | Andata | Ritorno |
| --------------- | ------- | -------------------- | ------ | ------- |
| Okapi Aalstar   | 188-161 | Apollo Amsterdam     | 87-94  | 101-67  |
| Circus Brussels | 152–137 | Feyenoord Basketball | 77–75  | 75–62   |
| Mons-Hainaut    | 176–165 | Den Helder Suns      | 98–82  | 78–83   |
| Liège Basket    | 170–120 | BAL                  | 80–68  | 90–52   |

### Tabellone
| Primo turno      | Primo turno |  |  | Secondo turno    | Secondo turno |  |  | Terzo turno      | Terzo turno |  |  | Quarti di finale | Quarti di finale |
|                  |             |  |  |                  |               |  |  |                  |             |  |  |                  |                  |
|                  |             |  |  | Heroes Den Bosch | 0             |  |  |                  |             |  |  | Anversa Giants   | 0                |
| Lovanio Bears    | 1           |  |  | Lovanio Bears    | 2             |  |  |                  |             |  |  | Spirou Charleroi | 2                |
| Okapi Aalstar    | 1           |  |  |                  |               |  |  | Lovanio Bears    | 0           |  |  |                  |                  |
|                  |             |  |  |                  |               |  |  | Spirou Charleroi | 2           |  |  |                  |                  |
|                  |             |  |  | Aris Leeuwarden  | 0             |  |  |                  |             |  |  |                  |                  |
| Spirou Charleroi | 2           |  |  | Spirou Charleroi | 2             |  |  |                  |             |  |  |                  |                  |
| Brussels         | 0           |  |  |                  |               |  |  |                  |             |  |  |                  |                  |
|                  |             |  |  |                  |               |  |  |                  |             |  |  |                  |                  |
|                  |             |  |  | Limburg United   | 2             |  |  |                  |             |  |  | Donar Groningen  | 1                |
| Landst. Hammers  | 1           |  |  | Liegi            | 0             |  |  |                  |             |  |  | Limburg United   | 1                |
| Liegi            | 1           |  |  |                  |               |  |  | Limburg United   | 2           |  |  |                  |                  |
|                  |             |  |  |                  |               |  |  | Kang.s Mechelen  | 0           |  |  |                  |                  |
|                  |             |  |  | Kang.s Mechelen  | 2             |  |  |                  |             |  |  |                  |                  |
| Yoast United     | 1           |  |  | Mons-Hainaut     | 0             |  |  |                  |             |  |  |                  |                  |
| Mons-Hainaut     | 1           |  |  |                  |               |  |  |                  |             |  |  |                  |                  |

|  | Semifinali       | Semifinali       | Semifinali | Semifinali | Semifinali |  |  | Finale  | Finale  | Finale | Finale | Finale |  |
|  |                  |                  |            |            |            |  |  |         |         |        |        |        |  |
|  | Ostenda          | Ostenda          | 86         | 104        | 190        |  |  |         |         |        |        |        |  |
|  | Limburg United   | Limburg United   | 87         | 67         | 154        |  |  | Ostenda | Ostenda | 66     | 76     | 80     |  |
|  | Leida            | Leida            | 86         | 71         | 157        |  |  | Leida   | Leida   | 79     | 63     | 91     |  |
|  | Spirou Charleroi | Spirou Charleroi | 67         | 58         | 125        |  |  |         |         |        |        |        |  |

## Squadra vincitrice
|    | Naz.                   | Ruolo | Sportivo            | Anno | Alt. | Peso |  |
| -- | ---------------------- | ----- | ------------------- | ---- | ---- | ---- |  |
| 0  | Stati Uniti (bandiera) | G     | David Collins       | 1998 | 193  |      |  |
| 2  | Paesi Bassi (bandiera) | P     | Maarten Bouwknecht  | 1994 | 187  |      |  |
| 3  | Stati Uniti (bandiera) | G     | Deion Hammond       | 1999 | 193  |      |  |
| 4  | Paesi Bassi (bandiera) | P     | Nazar Kanbier       | 2001 | 175  |      |  |
| 5  | Paesi Bassi (bandiera) | PG    | Marijn Ververs      | 1998 | 194  |      |  |
| 9  | Paesi Bassi (bandiera) | AP    | Stan van den Elzen  | 2000 | 198  |      |  |
| 10 | Paesi Bassi (bandiera) | AG    | Roeland Schaftenaar | 1988 | 210  | 109  |  |
| 11 | Paesi Bassi (bandiera) | A     | Duko Bos            | 2002 | 195  |      |  |
| 13 | Paesi Bassi (bandiera) | AG    | Luuk van Bree       | 1996 | 206  | 102  |  |
| 17 | Paesi Bassi (bandiera) | AC    | Lucas Kruithof      | 2000 | 201  |      |  |
| 21 | Lituania (bandiera)    | AC    | Erikas Venskus      | 2000 | 205  | 100  |  |
| 42 | Stati Uniti (bandiera) | C     | Thomas Rutherford   | 1997 | 203  | 109  |  |
|    | Germania (bandiera)    | ALL   | Doug Spradley       |      |      |      |  |

## Premi

### Riconoscimenti individuali
| Riconoscimento                   | Giocatore             | Squadra          |
| -------------------------------- | --------------------- | ---------------- |
| MVP                              | Brian Fobbs           | Kang.s Mechelen  |
| MVP finali                       | David Collins         | Leida            |
| MVP finali (Belgio)              | Vrenz Bleijenbergh    | Ostenda          |
| MVP finali (Paesi Bassi)         | Thomas Rutherford     | Leida            |
| Player of the Year (Paesi Bassi) | Thomas van der Mars   | Heroes Den Bosch |
| Player of the Year (Belgio)      | Pierre-Antoine Gillet | Ostenda          |
| Rising Star (Paesi Bassi)        | Oshean Brathwaite     | BAL              |
| Rising Star (Belgio)             | Thijs De Ridder       | Anversa Giants   |
| Miglior sesto uomo               | Thijs De Ridder       | Anversa Giants   |
| Miglior difensore                | Wen Mukubu            | Kang.s Mechelen  |
| Miglior allenatore (Paesi Bassi) | Doug Spradley         | Leida            |
| Miglior allenatore (Belgio)      | Ivica Skelin          | Anversa Giants   |

### Quintetto ideale
- Miglior quintetto:
P: Breein Tyree ( Ostenda)
G: Brian Fobbs ( Kang.s Mechelen)
A: Vincent Cole ( Yoast United)
AG: Pierre-Antoine Gillet ( Ostenda)
AC: Thijs De Ridder ( Anversa Giants)